# Papež Honorij IV.
Papež Honorij IV., rojen kot Giacomo Savelli, je bil rimski škof (papež) Rimskokatoliške cerkve; * okrog 1210 Rim (Papeška država, Sveto rimsko cesarstvo); † 3. april 1287 Rim (Papeška država, Sveto rimsko cesarstvo).

## Življenjepis
Giacomo Savelli se je rodil okrog 1210 v Rimu v bogati in vplivni družini Savellijevih. Njegov oče je bil senator Luka (=Luca) Savelli, mati pa Giovanna (=Ivanka) Aldobrandeschi iz plemiške rodbine Santa Fiora. Bil je tudi pranečak Honorija III.. Njegovega mlajšega brata Pandulfa so tudi izvolili za rimskega senatorja. 

Študiral je v Parizu na Sorboni, kjer je pridobil nadarbino in kanonikat v stolnici Châlons-sur-Marne. Pozneje mu je pripadel tudi beneficij rektorja cerkve v Bertonu v angleški škofiji Norwich, ki je pa ni nikoli obiskal. 

1261 ga je imenoval za kardinala-diakona pri Santa Maria in Cosmedin Urban IV.. 1274 je spremljal Gregorja X.  na lyonski koncil.

### Papež
Jakoba Savellija je po smrti Martina IV. (28. marca) v Perugii že 2. aprila 1285 15 kardinalov od osemnajstih enodušno izvolilo za papeža prav tam. Volitve so bile brez konklava, ki ga je predpisal Gregor X., a razveljavil Janez XXI.. Jakoba so izvolili že pri prvem glasovanju in si je izbral ime Honorij IV. Njegova izvolitev je bila ena najhitrejših v papeški zgodovini. Razlog te velike naglice lahko predpostavljamo v sicilijanskih zapletih, ki niso dovoljevali nikakršne sedisvakance; poleg tega so se kardinali hoteli izogniti neopravičenemu vladarskemu vmešavanju, kot se je to zgodilo pri prejšnjih volitvah za Martina IV.. Takrat je namreč Karel Anžujski nagovoril Viterbovce, da so zaprli dva nečaka pokojnega Nikolaja III. in s tem omogočili izvolitev papeža francoske narodnosti; zato so padli pod interdikt. Njegova posledica je bila tudi to, da so morali porušiti mestno obzidje in je mesto gospodarsko začelo nazadovati; zategadelj je novi papež to hudo kazen takoj po izvolitvi preklical. 
Čeprav je bil slabotnega zdravja, se je odločno in avtoritativno vključil v dogajanja svojega časa. Tako kot njegov brat senator, je tudi on bil ob izvolitvi že star in hrom. 19. maja 1285 je novega pontifika posvetil za duhovnika ostijski kardinal-škof Malabranca Orsini, naslednjega dne pa je bil posvečen za škofa in kronan za papeža v baziliki svetega Petra v Rimu. Honorij je – kot omenjeno, bil tako betežen, da ni mogel niti stati niti hoditi. Kadar je maševal, je moral sedeti na sedežu; pri povzdigovanju pa je dvignil roke s pomočjo mehanične naprave. Kljub tem oviram je ob izvolitvi  za papeža tolažil kardinale: »Vladati je treba z glavo, ne pa z nogami«. 

### Delovanje
Za Rimljane je bila izvolitev na sveti sedež njihovega someščana vir velikega zadoščenja. Pohiteli so, da obdarijo novoizvoljenega pontifika z dosmrtno službo rimskega senatorja. Honorij je darilo takoj sprejel in izrazil svoje veliko zadovoljstvo; kot namestnika v tej službi je potrdil dosedanja uradnika: svojega brata Pandolfa Savellija ter Anibalda Annibaldija, ki sta jima sledila sredi 1285 Orso Orsini in Nicola Conti. Junija 1286 je bil zopet imenovan za senatorja Pandolfo. Zahvaljujoč njegovi odločnosti so označevala kratka leta Honorijevega vladanja za Rim obdobje sorazmernega miru in reda. 

Kardinalskem zbor je imel francosko večino, in tudi papež je vodil Francozom naklonjeno politiko. Za Sicilijo ni hotel priznati Aragoncev, ker naj bi bili krivi za »sicilijanske večernice« - pokol tisočev Francozov. Kraljico-vdovo Konstancijo je uspel nagovoriti, da je osvobodila v trenjavi zaprtega Karla Hromega, sina Karla Anžujskega, da bi prevzel vladanje Sicilije. Hotel je tudi kronati Rudolfa Habsburškega za cesarja, vendar je prej umrl. 

Trdo je prijel in v ostrem pismu pograjal ogrskega kralja Ladislava, ker je baje grdo ravnal s svojo zakonito ženo; še bolj pa zato, ker se je povezal in spoprijeteljil s poganskimi Kumani, ki so uživali na Ogrskem polno avtonomijo – in je celo pozval ostrogonskega nadškofa, naj proti njim povede križarsko vojno. 

Izredne zasluge ima na znanstvenem področju. Dosegel je, da so na pariški Sorboni uvedli stolico za poučevanje vzhodnih (orientalnih) jezikov z namenom, da bi lažje spreobračali mohamedance, pa tudi pravoslavne ločene kristjane privedli krščanski edinosti. 

### Konklave
Kot kardinal je Giacomo Savelli sodeloval pri konklavah, ko je bil izvoljen:
- Klemen IV. (1264–1265)
- Gregor X. (1268–1271)
- Hadrijan V. (julija 1276)
- Janez XXI. (septembra 1276)
- Nikolaj III. (1277)
- Papež Martin IV. (1280–1281)

Manjkal pa je pri konklavah januarja 1276, ko je bil izvoljen Inocenc V. in je seveda sodeloval tudi v najkrajših konklavah 1285, ko je bil izvoljen on sam.
Papež Honorij IV. je imel le en konzistorij in sicer 22. decembra 1285, v katerem je imenoval enega samega kardinala, ki se je imenoval Giovanni Boccamazza, in sicer je bil to nadškof v Monreale, kardinal-škof v Frascatiju (Tusculum); † 10. avgusta 1309.

## Smrt in spomin
Honorij IV. je umrl v Rimu, v Aventinski palači v Rimu (Palazzo dell’Aventino), 3. aprila 1287. 

Glede na številna pričevanja je bil nagrobni Honorijev spomenik - »arca multum pulchra« -postavljen znotraj bazilike sv. Petra v Vatikanu, poleg grobnice Nikolaja III.. Za časa papeževanja Pavla III.  so grobnico razstavili: ostanke in podobo – edino ostalino prvotnega nagrobnega spomenika – so prenesli v kapelo Savellijevih v cerkvi Santa Maria in Aracoeli.